# دمی رز
دمی رز (به انگلیسی: Demi Rose) (زاده ۲۷ مارس ۱۹۹۵ در بیرمنگام یک مانکن و دی‌جی‌ انگلیسی است. وی همچنین با تایگا خواننده رپ آمریکایی رابطه دوستانه داشته است.